# El festí de Babette (pel·lícula)
El festí de Babette (títol original en danès Babettes Gaestebud) és una pel·lícula danesa dirigida per Gabriel Axel i estrenada el 1987. És inspirada en una novel·la de Karen Blixen, del recull Skæbne-Anekdoter (Anècdotes del destí).

## Argument
Babette, cap de cuina de nomenada en un gran restaurant parisenc, «Le Café Anglais», fuig de la repressió de la Comuna de París el 1871. Troba refugi a Dinamarca, en un petit poble, al servei de dues velles.
Cada any, compra un bitllet de loteria. El dia que s'emporta la grossa, al cap de quinze anys, en lloc només de millorar la seva sort, consagra tots els seus diners per reconstituir, en una sola vesprada i per a dotze coberts, el fast de la gran cuina parisenca.

## Repartiment
- Stephane Audran: Babette Hersant
- Bodil Kjer: Filippa
- Birgitte Federspiel: Martina
- Jarl Kulle: el general Lorens Löwenhielm
- Jean-Philippe Lafont: Achille Papin
- Gudmar Wivesson: Lorens Löwenhielm (jove)
- Ghita Nørby: la narradora
- Erik Petersen: Erik, el jove que serveix el festí
- Ebbe Roda: Christopher "al·leluia!"
- Gert Bastian: l'home pobre
- Viggo Bentzon: 'un pescador al vaixell'
- Hanne Stensgaard: Filippa (jove)
- Vibeke Hastrup: Martina (jove)
- Therese Hojgaard Christensen: Martha
- Pouel Kern: el ministre
- Cay Kristiansen: Poul
- Lars Lohmann: un pescador
- Tina Miehe-Renard: la dona de Löhenhielm
- Barret Andersson: una senyora del tribunal suec
- Asta Esper Andersen: Anna
- Thomas Antoni: el tinent suec
- Lisbeth Movin: la vídua
- Finn Nielsen: Kobmand
- Holger Perfort: Karlsen
- Else Petersen: Solveig
- Bendt Rothe: el vell Nielsen
- Preben Lerdorff Rye: el capità
- Axel Strøbye: l'entrenador
- Ebba With: la tia de Löwenhielm
- Tina Kiberg: Filippa (veu cantada)

## Comentari
El convidat del festí, el general Löwenhielm, reconeix les «guatlles en sarcòfag» del "Cafè anglès" i que recorda que un gran àpat pot ser una història d'amor, aixecant el seu got cap a la de les dues velles que ha estimat sempre però amb qui no s'ha pogut casar.
No és una pel·lícula tendra sinó trasbalsadora, descansant sobre la novel·la de Karen Blixen, que Gabriel Axel ha dirigit amb una escenificació admirable de precisió i de sobrietat fins als detalls i amb astorant contrast entre la vida trista i austera d'aquest poble luterà i aquest sopar fantàstic amb menjars suculents i vins prodigiosos, com el Clos Vougeot 1845, tan inesperat en aquest paisatge nòrdic auster, glacial i castigat pels vents. El prodigi de la pel·lícula – marcat pel brindis del general, que clou el sopar - és ser el festí que compleix la comunió de tots els convidats i dels amants separats que el pastor mai no havia realitzat - els havia separat per a la seva pròpia satisfacció. Allò que s'ha de produir es produeix, encara que sigui al preu d'un miracle.
Verdadera paràbola sobre l'amor pur. El de Babette en principi, per a les dues germanes que l'han acollit, després per a la comunitat sencera a través d'aquest sopar, obra d'art (del seu art) per la qual dona tot el que posseeix. També de les filles del pastor que sacrifiquen les seves vides sentimentals per socórrer i estimar el seu pare i els seus protegits.

### El menú
- Sopa de tortuga gegant
- Blinis Demidoff (blinis al caviar)
- Guatlles en sarcòfag
- Amanida
- formatges
- Babà al rom
- Fruites fresques (raïms, figues, pinya ...)

Begudes :
- Xerès amontillat amb la sopa
- Veuve Clicquot 1860 amb els blinis
- Clos De Vougeot 1845 amb guatlles i formatges
- aigua amb les fruites
- Cafè
- Xampany
- Marc de xampany

## Premis i nominacions[calcitació]

### Premis
- Oscar a la millor pel·lícula de parla no anglesa el 1988.
- BAFTA a la millor pel·lícula en llengua no anglesa
- Premi del Jurat ecumènic al Festival Internacional de Cinema de Cannes 1987 per Gabriel Axel

### Nominacions
- BAFTA a la millor pel·lícula
- BAFTA a la millor actriu per Stéphane Audran
- BAFTA a la millor direcció per Gabriel Axel
- BAFTA a la millor fotografia per Henning Kristiansen
- BAFTA al millor guió adaptat per Gabriel Axel
- Globus d'Or a la millor pel·lícula estrangera 1989